# Nouky Bataillard
Pour les articles homonymes, voir Bataillard.
Nouky Bataillard, née le 5 juin 1931 à Londres et morte le 23 octobre 2019, est une écrivaine et poète vaudoise. 

## Biographie
Nouky Bataillard, suit les cours d'une école de secrétariat à Lausanne avant de se lancer en autodidacte comme journaliste.
Membre de l'Association vaudoise des écrivains, de la Fédération internationale des écrivains de langue française et de Pro Litteris, Nouky Bataillard a écrit de nombreux recueils de poésie, dont Impressions, Réel ou imaginaire, Comme la vie était gaie, comme la vie était triste, ainsi que deux livres pour enfants, Hiboulet, le petit hibou qui voulait voir le soleil et Mais qui est le turlupi?.
Elle reçoit la médaille d'or de l'Académie internationale de Lutèce en 1978. En 1997, elle crée un prix Nouky Bataillard.

## Sources
- « Nouky Bataillard », sur la base de données des personnalités vaudoises sur la plateforme « Patrinum » de la Bibliothèque cantonale et universitaire de Lausanne.
- Anne-Lise Delacrétaz, Daniel Maggetti, Écrivaines et écrivains d'aujourd'hui, p. 17.
- Nouky Bataillard, Fondation Pierre et Nouky Bataillard